# Lonchocarpus punctatus
Lonchocarpus punctatus är en ärtväxtart som beskrevs av Carl Sigismund Kunth. Lonchocarpus punctatus ingår i släktet Lonchocarpus och familjen ärtväxter. Inga underarter finns listade i Catalogue of Life.

## Bildgalleri

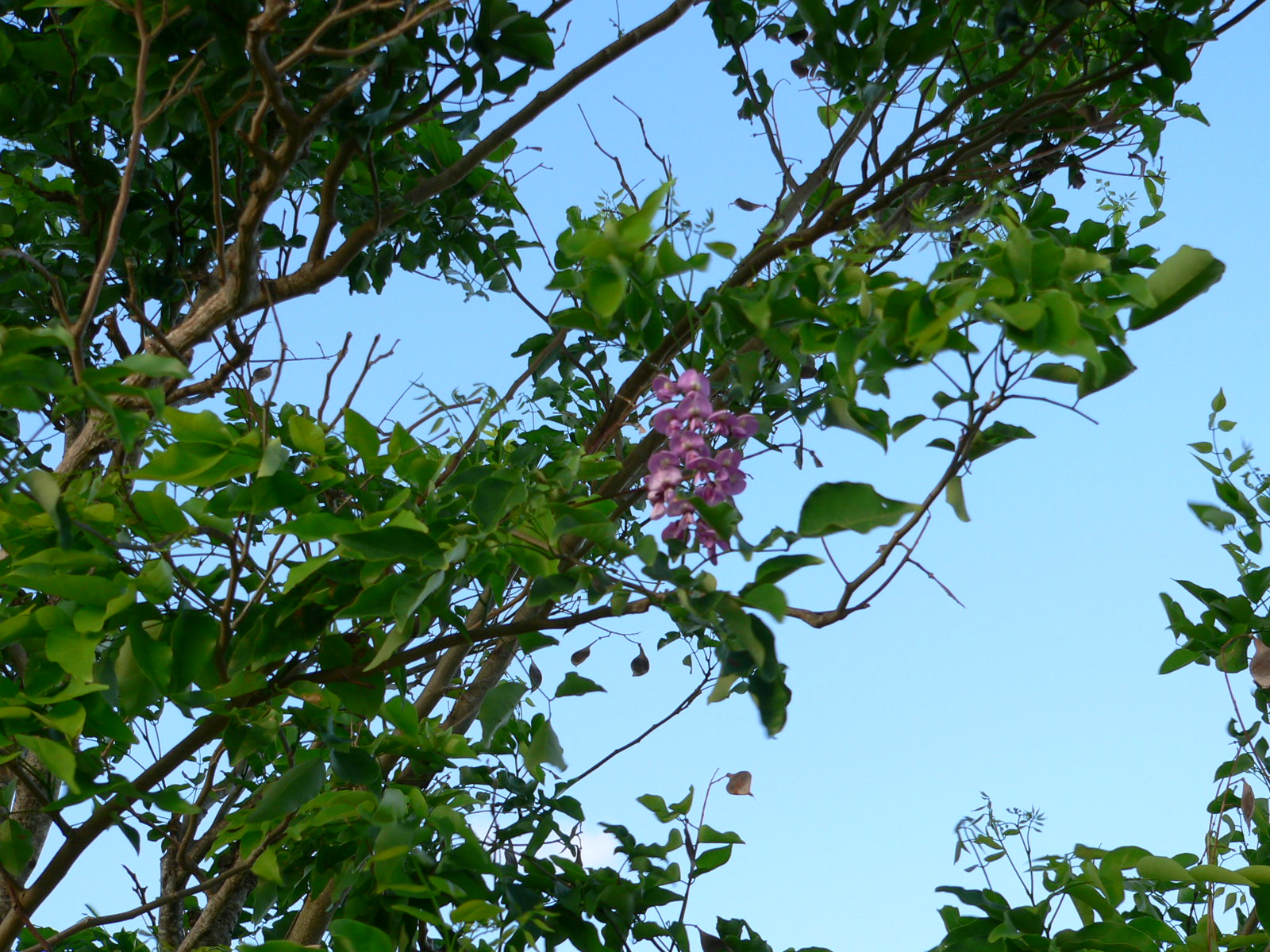
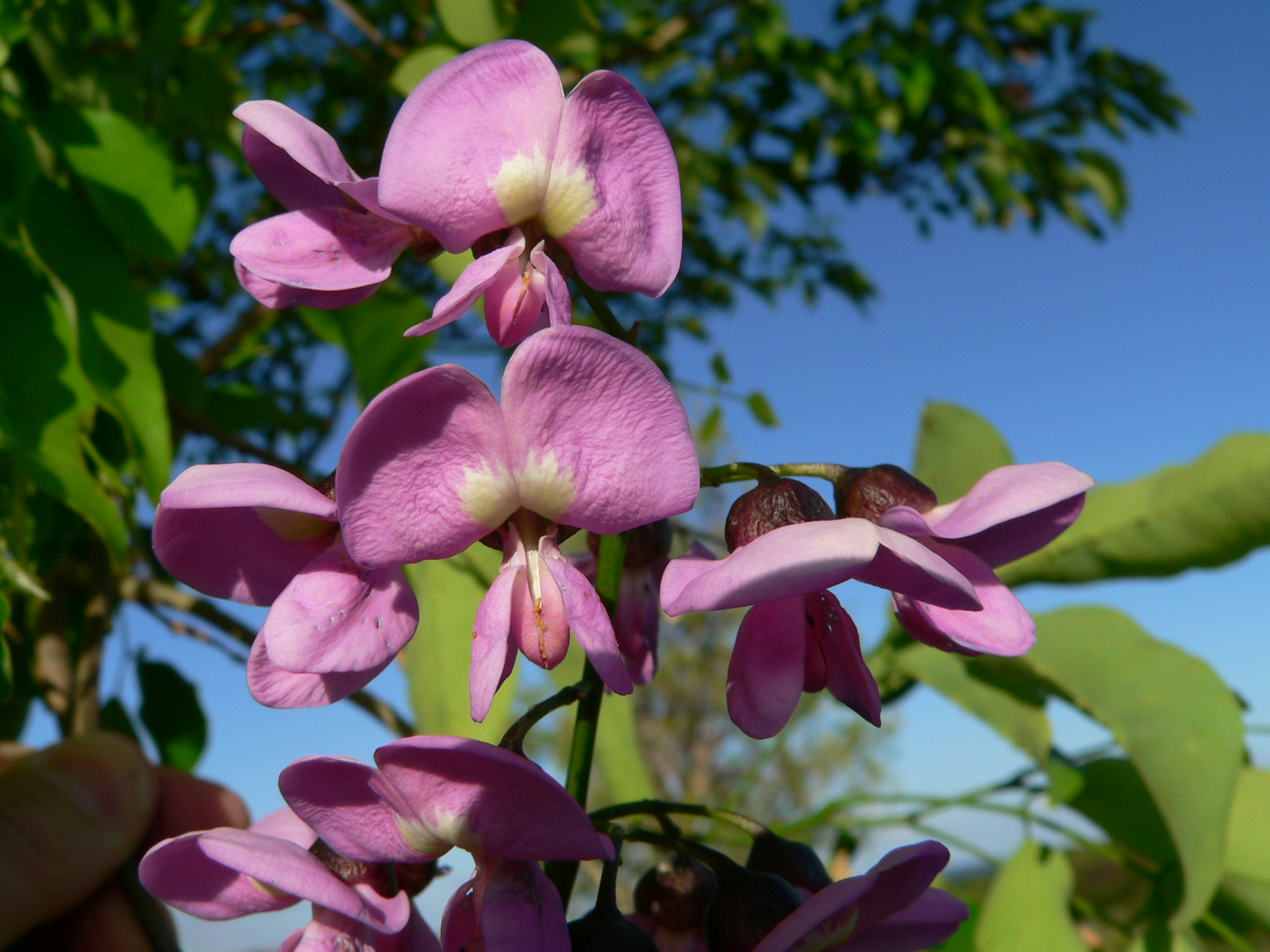